# Comarca de Batayporã
A Comarca de Batayporã é uma comarca brasileira localizada no município de Bandeirantes, no estado de Mato Grosso do Sul, a 300 quilômetros da capital.

## Generalidades
Sendo uma comarca de primeira entrância, tem uma superfície total de 2,9 mil km², o que totaliza aproximadamente 1% da superfície total do estado. A povoação total da comarca é de 14,4 mil habitantes, aproximadamente 0,6% do total da povoação estadual, e a densidade de povoação é de 5 habitantes por km².
A comarca inclui os municípios de Batayporã e Taquarussu. Limita-se com as comarcas de Anaurilândia, Nova Andradina, Ivinhema, Fátima do Sul.
Economicamente possui PIB R$ 284 138 000,00 e PIB per capita de R$ 19 663,52